# Патара-Аракалі
Патара-Аракалі (груз. პატარა არაქალი) — село в Грузії.
За даними перепису населення 2014 року в селі проживає 401 особа.